# Torre Pallaresa
La Torre Pallaresa se trata de una torre señorial renacentista situada en medio de un pequeño valle sobre Santa Coloma de Gramanet, ciudad de la provincia de Barcelona.
La Torre Pallaresa destaca de entre todos los edificios notables de Santa Coloma de Gramanet con una especial singularidad, obra capital de la arquitectura catalana del siglo XVI, y una de las obras renacentistas más importantes del país, declarado monumento histórico-artístico de interés nacional en 1931.

## Historia
Sus orígenes se remontan a la Edad Media o, según algunos autores, a la época romana. También conocida como Castillo de Carcerenya hasta que a finales del siglo XIV pasó de los Carcereny a los Pallarès, de ahí su nombre, hasta que a en 1520, Elisenda, viuda de Jaume Pallarès la vendió al linaje de los Cardona.
Quien le otorgó la importancia fue Juan de Cardona, hijo ilegítimo de Juan Ramón Folch V de Cardona, canciller del rey Carlos I y que murió en 1546 poco después de haber sido nombrado obispo de Barcelona, que emprendió la verdadera transformación de la torre. Joan de Cardona pidió al rey la concesión del título de castillo. El emperador se la otorgó con el nombre de castillo de Carcerenya con la condición de que el edificio sirviera de refugio de los vecinos en caso de contiendas guerreras. Parece que en agradecimiento se colocaron en dos de las ventanas de la torre dos bustos que representan a Carlos V y su esposa Isabel de Portugal.
A partir de 1561 la mitra estableció a la Torre la familia Caçador, saga de cuatro obispos, que la poseyó durante más de 300 años. Entre 1838 y 1867, fecha en que la Torre Pallaresa fue adquirida por Albert Coll Vall. Actualmente, es un edificio privado y no hay demasiadas ocasiones de visitarlo.

## Descripción
El edificio presenta dos torres en sus extremos de diferente altura. Ornamentalmente, combina ventanales y molduras góticas con numerosos detalles típicamente renacentistas: bustos, medallones, motivos florales. Las puertas están decoradas con relieves y destaca la puerta principal, coronada con frontón y enmarcada por dos pilares con capiteles de tipo corintio y con un tímpano centrado por el escudo de los Cardona. Las ventanas poseen capiteles y relieves también renacentistas. En dos de las ventanas se encuentran esculpidos los retratos de Carlos V y su esposa. El estilo renacentista se expresa también en el patio interior – en contraste con un pórtico gótico- y a las lujosas escaleras que da acceso a la planta noble y a las salas superiores.